# 安托尼夫卡 (赫梅利尼茨基區)
49°31′51″N 26°47′6″E / 49.53083°N 26.78500°E
安東尼夫卡（烏克蘭語：Антонівка）是位於烏克蘭西部的村莊，由赫梅利尼茨基州裡赫梅利尼茨基區的黑奧斯特里夫市鎮負責管轄。該村面積1.9平方公里，海拔高度317米，2001年人口564，人口密度每平方公里297.2人。